# Плетена людина (фільм, 2006)
«Плетена людина» (англ. The Wicker Man) — американський комедійний фільм жахів 2006 року, написаний і знятий Нілом ЛаБутом. У ролях: Ніколас Кейдж, Еллен Берстін, Кейт Біхан, Лілі Собескі та Френсіс Конрой. Це римейк британського фільму «Плетена людина» 1973 року.
Фільм розповідає про поліцейського Едварда Малуса, який вирушає шукати зниклу дочку своєї колишньої нареченої на віддалений острів.

## Сюжет
Поліцейський Едвард Малус отримує звістку від своєї колишньої нареченої Віллоу Вудворд, що її донька Ровен зникла. Він вирушає на острів біля узбережжя Вашингтона, де живе група неоязичників. Їх очолює сестра Саммерсіл, літня жінка, яка уособлює богиню, якій вони поклоняються. Сестра Саммерсіл пояснює Едварду, що її предки покинули Англію, щоб уникнути переслідувань, але потім оселилися поблизу Салема і застали нові переслідування у Салемському суді над відьмами, перш ніж прибули на цей острів. Сестра Саммерісл додає, що їхнє населення складається переважно з жінок, оскільки вони обирають найсильніших, щоб уникнути занепокоєння Едварда щодо народження небажаних самців. Економіка острова залежить від виробництва місцевого меду, кількість якого, як дізнається Едвард, останнім часом зменшилася.
Едвард розпитує селян про Ровен, але вони намагаються уникати прямої відповіді. Пізніше він бачить двох чоловіків, які несуть велику сумку, з якої, здається, капає кров, і знаходить свіжу безіменну могилу на церковному подвір'ї. У могилі лежить лише обгоріла лялька, але Едвард знаходить на церковному подвір'ї светр Ровен. У сільській школі вчителька сестра Роуз намагається не допустити Едварда до класного журналу, але він бачить, що ім'я Ровен викреслене. Після короткої розмови про те, як острів'яни ставляться до смерті, вона пояснює, що смертна кара використовується для забезпечення дотримання їхніх законів. Едвард запитує, як померла Ровен, і сестра Роуз відповідає: «Вона згорить». Едвард здивовано помічає, що вона вжила майбутній час, після чого сестра Роуз поспішно виправляється: «Вона згоріла заживо». Коли Едвард розпитує Віллоу про могилу, вона розповідає, що Ровен — їхня спільна дочка. У день обряду родючості Едвард відчайдушно шукає Ровен у селі. Переодягнений у костюм ведмедя, він приєднується до параду на чолі з сестрою Саммерсіл, який закінчується на місці проведення фестивалю.
Ровен прив'язали до великого дерева, яке збираються спалити. Едвард рятує її, і вони тікають через ліс, але Ровен приводить його назад до сестри Саммерісл. Сестра Саммерсіл дякує Ровен за допомогу, а Едвард розуміє, що пошуки Ровен від самого початку були підставою. Віллоу, відома на острові як сестра Віллоу, дочка сестри Саммерісл, обрала Едварда як людську жертву, щоб відновити виробництво меду на острові (після того, як Едвард навмисно знищив бджолині вулики, що були їхнім урожаєм раніше). Вони несуть його до величезної плетеної людини, де його піднімають високо над землею і зачиняють всередині. Ровен підпалює плетену людину, і Едварда приносять у жертву в нестримному полум’ї під його відчайдушні крики.

## Акторський склад
| Актор          | Роль                                            |
| -------------- | ----------------------------------------------- |
| Ніколас Кейдж  | Едвард Малус поліціянт                          |
| Еллен Берстін  | сестра Саммерсіл лідерка неоязичницького культу |
| Кейт Біхан     | Віллоу Вудворд колишня наречена Едварда         |
| Лілі Собескі   | сестра Хані одна з культисток                   |
| Френсіс Конрой | доктор Мосс                                     |
| Моллі Паркер   | сестра Роуз / сестра Торн                       |
| Діана Делано   | сестра Біч                                      |
| Аарон Екгарт   | відвідувач придорожньої стоянки                 |
| Джеймс Франко  | поліціянт у барі                                |
| Джейсон Ріттер | хлопець у барі                                  |

## Виробництво
Universal Pictures планувала ремейк однойменного фільму 1973 року ще з 1990-х років. Британський фільм був у ліцензійній бібліотеці Canal+, яку продюсерка Джоанна Селлар передала студії Universal. У березні 2002 року стало відомо, що Ніл ЛаБют напише сценарій і зрежисує «Плетену людину» для Universal і продюсерської компанії Ніколаса Кейджа Saturn Films.
Приблизно в той самий час режисер оригінального фільму Робін Гарді та зірка Крістофер Лі готували напівремейк фільму 1973 року під назвою «The Riding of the Laddie» з Ванессою Редґрейв та колегою Лі по «Володареві перснів» Шоном Астіном у головних ролях. Гарді заявляв, що Лі гратиме не лиходія, як в оригінальній стрічці, а проповідника відродженого християнства, який приїжджає до Шотландії разом зі своєю дружиною (Редгрейв), де вони потрапляють до неоязичницького культу. Гарді сподівався, що зйомки фільму розпочнуться в Глазго у 2003 році, але «The Riding of the Laddie» не буде реалізовано до тих пір, доки він не зазнає багато змін і не перетвориться на фільм «Плетене дерево». Тим часом виробництво ремейку від студії Universal з Кейджем, який змінив місце дії з Шотландії на сучасну Америку, просунулося вперед. Згодом права на ремейк перейшли від Universal до Millennium Films. Зйомки розпочалися у Ванкувері в липні 2005 року. Millennium продала права на дистрибуцію компанії Alcon Entertainment для розповсюдження через їхню угоду з Warner Bros. Pictures.

## Випуск
«Плетена людина» вийшов на екрани 1 вересня 2006 року в 2 784 кінотеатрах і заробив $9,6 млн у прем'єрний уїк-енд, посівши третє місце в американському прокаті. Прокат завершився 16 листопада 2006 року, після одинадцяти тижнів, зібравши $23,6 млн у США і $15,1 млн за кордоном, що склало $38,8 млн у світовому прокаті.

## Сприйняття

### Відгуки
На агрегаторі рецензій Rotten Tomatoes фільм має рейтинг схвалення 15% на основі 108 рецензій і середню оцінку 3,70/10. Консенсус критиків на сайті звучить так: "Спантеличуюче і незрозуміле оновлення «Плетеної людини» Ніла ЛаБьюта бореться з ненавмисним комізмом і зазнає невдачі". На сайті Metacritic фільм має середньозважену оцінку 36 балів зі 100 можливих на основі відгуків 19 критиків, що означає «здебільшого несприятливі відгуки». Глядачі, опитані CinemaScore, поставили фільму рідкісну середню оцінку “F” за шкалою від «A+» до «F».

### Спадщина
Режисер оригінального фільму, Робін Гарді, висловив скептицизм щодо голлівудського римейку і через своїх адвокатів змусив Warner Bros. прибрати його ім'я з рекламних матеріалів. За словами Гарді, йому приписали авторство сценарію. Крістофер Лі, який зіграв лорда Саммерісла в оригінальному фільмі, прокоментував фільм: "Я не вірю в ремейки. Ви можете зняти продовження фільму, але переробляти фільм з такою історією та успіхом просто не бачу сенсу".
Ніколас Кейдж сам визнав, що фільм був "абсурдним". У 2010 році він зауважив: "У «Плетеній людині» працює пустотливий розум, розумієте? Знаєте, що я маю на увазі? І я нарешті сказав: 'Можливо, я знав, що фільм мав бути абсурдним.' Але сказати це постфактум нормально, а сказати перед фактом — ні, тому що потрібно дозволити фільму мати власне життя." У лютому 2012 року Кейдж провів прямий вебчат з фанатами, щоб прорекламувати «Примарного вершника 2». Коли його запитали, яку роль у своїй кар'єрі він найбільше хотів би повторити, Кейдж відповів: "Я хотів би попрацювати з одним з великих японських режисерів, наприклад, з майстром, який зняв «Дзвінок», і я хотів би зняти «Плетену людину» в Японії, тільки цього разу він буде примарою".
Сцена, ексклюзивна для нерейтингової версії фільму, де героя Ніколаса Кейджа катують бджоли, а також окрема сцена, де він знаходить обгорілу ляльку, стали інтернет-мемами.

### Нагороди і номінації
Фільм отримав п'ять номінацій на премію «Золота малина», але не отримав жодної:
- Найгірший фільм — поступився «Основному інстинкту 2»
- Найгірша чоловічу роль (Кейдж) — поступився Мерлону і Шону Вейнсам, фільм «Пустун»
- Найгірший сценарій (ЛаБут) — поступився Леорі Беріш та Генрі Біну за «Основному інстинкту 2»
- Найгірший ремейк, сиквел або плагіат — поступився «Пустуну»
- Найгірший акторський дует (Кейдж і його костюм ведмедя) — поступився Шону Вейнсу і Керрі Вашингтон, або Шону Вейнсу і Мерлону Вейнсу, фільм «Пустун»

На премії Stinkers Bad Movie Awards 2006 року фільм здобув дві номінації, одну з яких виграв:
- Найгірший ремейк — Перемога
- Найгірший актор (Кейдж) — поступився Тіму Аллену у фільмах «Санта-Клаус 3», «Кудлатий тато» та «Капітан Зум»